# Javier González Tupper
Javier Andrés González Tupper (n. Caracas, Venezuela, 26 de febrero de 1988) es un exfutbolista venezolano-chileno. 

## Biografía
Hijo de un venezolano y una chilena, prima del símbolo de Universidad Católica Raimundo Tupper, estudió administración de empresas en St. Francis College, Nueva York, para posteriormente dedicarse al fútbol en el Deportivo Petare, de la Primera División de Venezuela.

## Clubes
| Club               | País      | Año       |
| ------------------ | --------- | --------- |
| Deportivo Petare   | Venezuela | 2010-2013 |
| Atlético Venezuela | Venezuela | 2013-2014 |
| Ñublense           | Chile     | 2014-2015 |